# Gülövşə
Gülövşə è un comune dell'Azerbaigian situato nel distretto di Yevlax. Conta una popolazione di 2 237 abitanti.